# Hope Mills
Hope Mills é uma cidade  localizada no estado norte-americano de Carolina do Norte, no Condado de Cumberland.

## Demografia
Segundo o censo norte-americano de 2000, a sua população era de 11.237 habitantes.
Em 2006, foi estimada uma população de 12.630, um aumento de 1393 (12.4%).

## Geografia
De acordo com o United States Census Bureau tem uma área de
16,2 km², dos quais 15,8 km² cobertos por terra e 0,4 km² cobertos por água. Hope Mills localiza-se a aproximadamente 59 m acima do nível do mar.

## Localidades na vizinhança
O diagrama seguinte representa as localidades num raio de 16 km ao redor de Hope Mills.